# 과학 분야

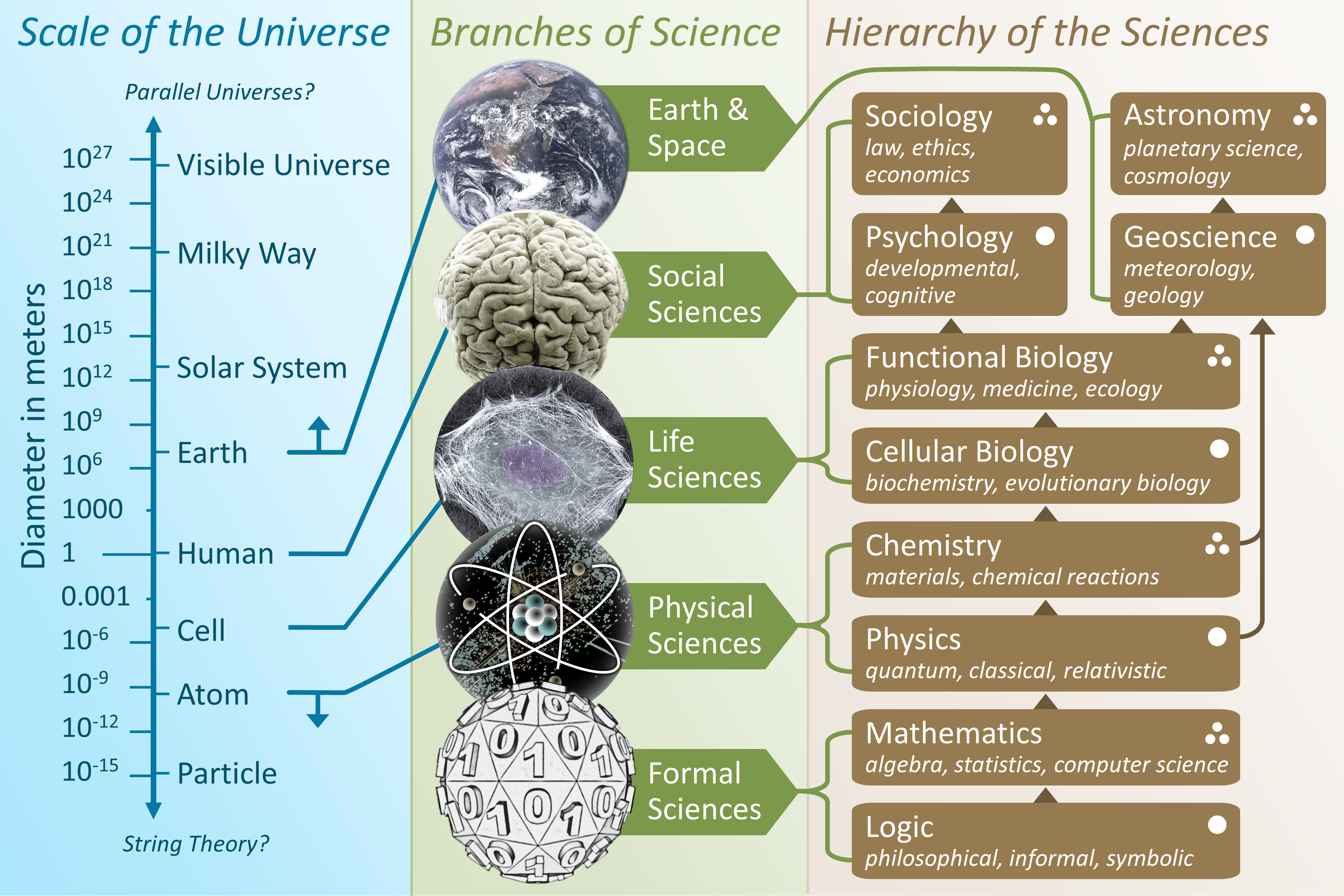

과학 분야(科學分野, 영어: branches of science)는 물리학, 화학, 생명과학, 지구과학 등의 자연 현상 및 원리에 대하여 탐구 및 연구하는 과학의 분야들을 의미한다.

## 물리학
물질의 물리적 성질과 물질이 나타내는 모든 현상, 그리고 물질들 사이의 관계나 법칙에 연구하는 과학의 한 분야이다.

## 화학
물질의 조성과 구조, 성질 및 변화, 제법, 응용 등에 대해 연구하는 과학의 한 분야이다.

## 생명과학
생물체 내에서 일어나는 생명 현상에 관해 연구하는 과학의 한 분야이다.

## 지구과학
지구 및 우주에 대해 연구하는 과학의 한 분야이다.

## 같이 보기
- 물리학
- 화학
- 생물학(생명과학)
- 지구과학